# Bơi nghệ thuật tại Đại hội Thể thao châu Á 2002 – Đôi Nữ
Nội dung biểu diễn đôi nữ bộ môn bơi nghệ thuật tại Đại hội Thể thao châu Á 2002 ở Busan được tổ chức từ ngày 30 tháng 9 đến ngày 2 tháng 10 năm 2002 tại Bể bơi Sajik.

## Lịch thi đấu
Tất cả các giờ đều là Giờ chuẩn Hàn Quốc (UTC+09:00)
| Ngày                         | Giờ   | Nội dung          |
| ---------------------------- | ----- | ----------------- |
| Thứ Hai, 30 tháng 9 năm 2002 | 16:00 | Technical routine |
| Thứ Tư, 2 tháng 10 năm 2002  | 15:00 | Free routine      |

## Kết quả
| Thứ hạng | Đội tuyển                                           | Technical (50%) | Free (50%) | Tổng cộng |
| -------- | --------------------------------------------------- | --------------- | ---------- | --------- |
| 1        | Nhật Bản (JPN) · Miya Tachibana · Miho Takeda       | 48.917          | 49.500     | 98.417    |
| 2        | Trung Quốc (CHN) · Gu Beibei · Zhang Xiaohuan       | 47.167          | 47.750     | 94.917    |
| 3        | Hàn Quốc (KOR) · Jang Yoon-kyeong · Kim Min-jeong   | 47.250          | 47.250     | 94.500    |
| 4        | Kazakhstan (KAZ) · Arna Toktagan · Aliya Karimova   | 44.167          | 44.167     | 88.334    |
| 5        | Uzbekistan (UZB) · Natalya Korneeva · Darya Mojaeva | 41.250          | 42.333     | 83.583    |
| 6        | Ma Cao (MAC) · Sin Wan I · Chan Ian Chi             | 39.750          | 39.583     | 79.333    |
| 7        | Hồng Kông (HKG) · Rosita Tse · Wong Man Ting        | 36.750          | 37.750     | 74.500    |